# Majotori
Majotori és un videojoc de trivia creat per l'empresa indie espanyola Majorariatto. Va ser anunciat en Steam Greenlight el 25 de novembre de 2015, i tan sols uns mesos després, el febrer de 2016, va ser llançada la primera versió, tot i que la versió actualment disponible en Steam va ser llançada el 28 de març de 2017.
Està disponible en PC (amb els sistemes operatius Windows, macOS i Linux) a través d'Steam i Itch.io i en telèfons mòbils (amb els sistemes operatius Android i iOS) a través de Google Play i App Store.

## Gameplay
El videojoc conta diferents històries de diversos personatges. El jugador pot triar a qualsevol personatge i una vegada triat el que l'interessa, el videojoc conta la seva història, i mostra, a més, el problema pel qual el personatge està passant o, en cas de no haver-hi,  quin és l'objectiu que el personatge vol aconseguir. Afortunadament per a ells, apareix una bruixa amb poders màgics anomenada Lariat, que els ofereix la solució dels seus problemes amb l'única condició que juguin un petit minijoc amb ella, sent aquest un joc de preguntes de trivia. Aquí és on entra el jugador en acció: a aquest li apareixeran nou preguntes de selecció múltiple (cadascuna d'elles amb quatre respostes diferents), totes elles relacionades amb els videojocs, el cinema, l'anime o sobre cultura popular (la probabilitat de cada tema de preguntes pot configurar-se en els ajustos). Quan el jugador ja ha respost a totes les preguntes, les respostes (correctes i incorrectes) es posicionen en una ruleta, la qual dóna voltes fins a parar, aleatòriament, en el resultat (correcte o incorrecte) de la selecció d'una resposta. Si la ruleta cau en una pregunta resposta de manera correcta, una cosa bona li passarà al personatge; si no, la història del personatge avançara per un mal camí.

## Abast
Diversos youtubers van jugar i van gravar gameplays del videojoc; a manera d'agraïment, el desenvolupador va publicar una recopilació en YouTube d'aquests vídeos.
A la Tokyo Game Show de 2019 li va ser atorgat un espai a Majorariatto després d'haver aplicat per a mostrar el seu videojoc Majotori en l'àrea de videojocs independents. Malgrat això, només es va vendre una còpia del joc durant l'esdeveniment i durant les setmanes posteriors a aquest.

## Ressenya
A Steam té més de 1000 ressenyes, la majoria d'elles «extremadament positives». A Google Play ha estat qualificat per més de 2000 persones, arribant a una puntuació de 4,9 de 5. En App Store té poc més de 40 valoracions, amb una puntuació de 4,8 de 5.